# Aleia Hobbs
Aleia Hobbs (New Orleans, 24 febbraio 1996) è una velocista statunitense.

## Biografia
Nel 2015 fu medaglia d'oro e d'argento rispettivamente nella staffetta 4×100 metri e nei 100 metri piani ai campionati panamericani juniores che si tennero a Edmonton.
Nel 2019 partecipò alle World Relays di Yokohama, dove conquistò la medaglia d'oro nella staffetta 4×100 metri insieme alle connazionali Mikiah Brisco, Ashley Henderson e Dezerea Bryant.
Nel 2021, ai Giochi olimpici di Tokyo corse nella batteria di qualificazione della staffetta 4×100 metri in cui la squadra statunitense ottenne il secondo miglior tempo accedendo così alla finale. Hobbs non corse la finale, ma come da regolamento le fu assegnata la medaglia d'argento conquistata dalle compagne di squadra Javianne Oliver, Teahna Daniels, Jenna Prandini e Gabrielle Thomas.

## Progressione

### 60 metri piani indoor
| Stagione | Tempo | Luogo           | Data      | Rank. Mond. |
| -------- | ----- | --------------- | --------- | ----------- |
| 2022/23  | 6"94  | Albuquerque     | 18-2-2023 |             |
| 2021/22  | 7"10  | Baton Rouge     | 14-1-2022 |             |
| 2020/21  | 7"10  | New York        | 13-2-2021 | 6ª          |
| 2019/20  | 7"19  | Baton Rouge     | 21-2-2020 | 18ª         |
| 2018/19  | 7"13  | Baton Rouge     | 15-2-2019 | 7ª          |
| 2017/18  | 7"07  | College Station | 10-3-2018 | 6ª          |
| 2016/17  | 7"18  | Nashville       | 25-2-2017 | 21ª         |
| 2015/16  | 7"40  | Fayetteville    | 12-2-2016 | 186ª        |
| 2014/15  | 7"27  | Albuquerque     | 7-2-2015  | 47ª         |
| 2013/14  | 7"49  | Baton Rouge     | 22-2-2014 | 287ª        |

### 100 metri piani
| Stagione | Tempo | Luogo        | Data      | Rank. Mond. |
| -------- | ----- | ------------ | --------- | ----------- |
| 2023     | 10"86 | Baton Rouge  | 22-4-2023 |             |
| 2022     | 10"81 | Eugene       | 24-6-2022 | 4ª          |
| 2021     | 10"91 | Baton Rouge  | 24-4-2021 | 12ª         |
| 2020     | 11"12 | Roma         | 17-9-2020 | 7ª          |
| 2019     | 11"03 | Shanghai     | 18-5-2019 | 14ª         |
| 2018     | 10"90 | Tampa        | 25-5-2018 | 3ª          |
| 2017     | 10"85 | Baton Rouge  | 29-4-2017 | 5ª          |
| 2016     | 11"34 | Jacksonville | 16-5-2016 | 133ª        |
| 2015     | 11"13 | Eugene       | 11-6-2015 | 47ª         |
| 2014     | 11"49 | Baton Rouge  | 10-5-2014 | 209ª        |
| 2013     | 11"68 | Baton Rouge  | 4-5-2013  | 444ª        |
| 2012     | 11"77 | Arlington    | 1-7-2012  | 608ª        |
| 2011     | 11"75 | New Orleans  | 3-8-2011  | 474ª        |
| 2010     | 11"95 | Norfolk      | 4-8-2010  | 936ª        |

## Palmarès
| Anno | Manifestazione   | Sede     | Evento      | Risultato | Prestazione | Note  |
| ---- | ---------------- | -------- | ----------- | --------- | ----------- | ----- |
| 2015 | Panamericani U20 | Edmonton | 100 m piani | Argento   | 11"50       |       |
| 2015 | Panamericani U20 | Edmonton | 4×100 m     | Oro       | 43"79       |       |
| 2019 | World Relays     | Yokohama | 4×100 m     | Oro       | 43"27       |       |
| 2021 | Giochi olimpici  | Tokyo    | 4×100 m     | Argento   | 41"45       | [ 1 ] |
| 2022 | Mondiali         | Eugene   | 100 m piani | 6ª        | 10"92       |       |
| 2022 | Mondiali         | Eugene   | 4×100 m     | Oro       | 41"14       | [ 1 ] |
| 2024 | Mondiali indoor  | Glasgow  | 60 m piani  | Finale    | dns         |       |

## Campionati nazionali
- 1 volta campionessa nazionale dei 100 m piani (2018)

2017
- 7ª ai campionati statunitensi, 100 m piani - 11"23

2018
- Oro ai campionati statunitensi, 100 m piani - 10"91

2019
- 6ª ai campionati statunitensi, 100 m piani - 11"33

## Altre competizioni internazionali
2019
- Oro allo Shanghai Golden Grand Prix ( Shanghai), 100 m piani - 11"03
- Bronzo al Golden Gala Pietro Mennea ( Roma), 100 m piani - 11"12
- 6ª al Memorial Van Damme ( Bruxelles), 100 m piani - 11"29

2020
- Argento all'Herculis ( Monaco), 100 m piani - 11"28
- Argento al Golden Gala Pietro Mennea ( Roma), 100 m piani - 11"12